# 東九州短期大学
東九州短期大学（ひがしきゅうしゅうたんきだいがく、英語: Higashikyusyu Junior College）は、大分県中津市一ツ松211に本部を置く日本の私立大学。1899年創立、1967年大学設置。大学の略称は東九州短大。

## 概観

### 大学全体
- 大分県中津市に所在する日本の私立短期大学で、設置主体は学校法人扇城学園[1]。
- 1967年に開学、当初は家政科単科で入学総定員100名[2]。のちに増設により2学科体制[注 1]だったが、現在は1学科体制となっている。

### 教育および研究
- 東九州短期大学には幼児教育学科と食物栄養学科があり、いずれも専門職を養成する学科となっている。情報処理教育や海外研修も取り入れられている。

### 学風および特色
- 東九州短期大学は、親鸞の仏教思想に基づいた思想がベースとなっている。そのため、礼拝、報恩講といった宗教行事が取り入れられているところに特徴がある。
- 浄土真宗系の私立短期大学で高等女学校からの歴史を有し、新制大学に移行後も扇城学園中津女子短期大学、のちに東九州女子短期大学という女子短期大学として運営されてきていたが、2000年に男女共学化。ただし、短期大学の名は2002年まで変更されなかったため（東九州女子短期大学のままであったため）、それまでは事実上、男子学生が在籍する女子短期大学となっていた。

## 沿革
- 1899年
  - 扇城女学校が設立する[3]。
- 1967年
  - 1月23日 左記を以て文部省[注 2]より短期大学の設置が認可される[4]。
  - 4月1日 扇城学園中津女子短期大学（せんじょうがくえんなかつじょしたんきだいがく）として以下の学科体制にて開学。
    - 家政科 入学定員100名[5]

  - 5月1日 学生数[注 3]/定員
    - 家政科 80[注釈 1]
- 1968年
  - 4月1日 以下の学科を増設する[8]。
    - 幼児教育科 入学定員50名

  - 5月1日 学生数[9]/定員
    - 幼児教育科 82[注釈 1]/50
- 1969年
  - 4月1日 家政科を以下の通り専攻分離する[10]。
    - 家政専攻 入学定員50名
    - 食物栄養専攻 入学定員50名
- 1979年
  - 4月1日 学科名を以下の通り変更。
    - 家政科→家政学科
    - 幼児教育科→幼児教育学科
- 1988年
  - 5月1日 学生数 [11]/定員[12]
    - 家政学科 84[注釈 1]/200
    - 幼児教育学科 84[注釈 1]/200
- 1989年
  - 4月1日 家政学科家政専攻の入学定員を50→20[13]に減員[14]。
- 1991年
  - 4月1日 東九州女子短期大学（ひがしきゅうしゅうじょしたんきだいがく）と学名変更する[15]。
- 1992年
  - 5月1日 学生数[注 4]。/定員
    - 家政学科 128[注釈 1]/120
    - 幼児教育学科 83[注釈 1]/100
- 1999年
  - 5月1日 学生数[18]/定員
    - 家政学科 70[注釈 1]/120
    - 幼児教育学科 80[注釈 1]/100
- 2000年
  - 4月1日 男子学生の募集が開始される[注釈 2]。
- 2002年
  - 4月1日 東九州短期大学に変更する[20]。
- 2005年
  - 4月1日 家政学科食物栄養専攻を食物栄養学科に改組[21]。
- 2018年
  - 4月1日 食物栄養学科の学生募集をこの年度で最終とする[注 5]。
- 2020年
  - 3月31日 食物栄養学科を廃止する[23]。

## 基礎データ

### 所在地
- 大分県中津市一ツ松211

### 交通アクセス
- JR中津駅バスターミナル「野路」行で東九州短大前バス停留所下車。または、同駅より「四日市」行・「高田」行・「安心院」行バスで東九州短大口バス停下車。

### 象徴
- 右記資料[24]ほか、旧来のシンボルマークはこちら[3]。

## 教育および研究

### 組織

#### 学科
- 食物栄養学科 入学定員40名[注 6]
- 幼児教育学科 入学定員50名

##### 学科の変遷
- 家政学科
  - 家政専攻 入学定員20名[注 7]
  - 食物栄養専攻→食物栄養学科
- 幼児教育学科

#### 専攻科
- なし

#### 別科
- なし

##### 取得資格について
- 保育士資格と幼稚園教諭二種免許状が幼児教育学科にて取得できる。
- 栄養士資格[30]と栄養教諭二種免許状[31]が食物栄養学科にて取得できた。
- 一時期中学校教諭二級免許状（家庭）を置く[注 8]。

### 研究
- 『東九州短期大学研究紀要』[33]

## 学生生活

### 部活動・クラブ活動・サークル活動
- 東九州短期大学のクラブ・サークル活動
  - 聖歌隊、レクスポ、茶道・華道、ミラクルアート、食育研究会、REC、ダンス、バドミントン、ボウリング、音楽研究会、A・O・Pなどがある

### 学園祭
- 東九州短期大学の学園祭は「和敬祭」と呼ばれ毎年、概ね11月に行われている[34]。

### スポーツ
- バスケットボール部が強い。

## 施設

### キャンパス
- キャンパスの様子は右記資料より[35]

## 対外関係

### 系列校
- 龍谷大学
- 龍谷大学短期大学部
- 九州龍谷短期大学
- 東九州龍谷高等学校

## 社会との関わり
- 2001年より中津市少子化対策事業委託を受けている。
- 地元、中津市内で行われている中津寺町とうろうまつりに参加している。

## 卒業後の進路について

### 編入学・進学実績
- 食物栄養学科：相愛大学、別府大学
- 幼児教育学科：龍谷大学ほか

## 附属学校
- 東九州短期大学附属幼稚園